# Chasmina alcidamea
Chasmina alcidamea är en fjärilsart som beskrevs av Druce 1890. Chasmina alcidamea ingår i släktet Chasmina och familjen nattflyn. Inga underarter finns listade i Catalogue of Life.